# Anne Margrethe Bredal
Anne Margrethe Bredal, född 1655, död 1729, dansk lärd, guvernant och författare. 
Dotter till prästen Jens Pedersen Bredal och (d. 1681) och Marie Holgersdatter. Gift 1677 med förpaktaren Niels Sørensen (d. ca. 1694) och 1697 med rektor Erik Bredal (död 1735).
Hon författade en självbiografi 1703. Hon fick en god utbildning av sin far, och brev på latin av henne till en Anna Mauriti från 1671-72 är bevarade. Hon framhävde utbildning för kvinnor; “Med dette tospand kan man, oh du mest dannede blandt jomfruer, nå op til stjernerne,” och framhöll Anna Maria van Schurman och Birgitte Thott som förebilder. Hon anställdes 1675 av Birgitte Gøye som guvernant på Quitzowsholm på Fyn (nuvarande Hofmansgave). År 1675 avvisade hon per brev den hyllning av hennes lärdom hon fått av Erik Pontoppidan på latin med jämförelser till den grekiska mytologin. Hon blev 1677 bortgift och fick sedan sköta åtta barn samt skötseln av gård och ekonomi då maken var sjuklig.
Bredal omnämndes i flera verk om "lärda kvinnor" i sin samtid, av bl.a. Albert Thura och Frederik Christian Schønau. 